# عبدالودود پوپل
عبدالودود پوپل (زاده ۱۳۵۳ ولسوالی ناوه - ولایت هلمند) سیاستمدار افغانستانی و نماینده مردم ولایت هلمند در دوره شانزدهم مجلس نمایندگان است. وی در مجلس شانزدهم نمایندگان افغانستان عضو کمیسیون مبارزه با مواد مخدر، مسکرات و فساد اخلاقی می‌باشد.

## زندگی‌نامه
عبدالودود پوپل زاده ۱۳۵۳ از ولسوالی ناوه ولایت هلمند است. وی تحصیلات خود را تا صنف ۱۲ ادامه داد.

## دیگر فعالیت‌ها
دیگر فعالیت‌های وی:
- افسر پلیس در ولسوالی‌های مارجه، نادعلی، گرشک، گرمسیر